# Celovška cesta
Celovška cesta je ena najdaljših cest v Ljubljani in ena od štirih velikih ljubljanskih vpadnic. Začetek štiripasovnice je v križišču s Tivolsko, Bleiweisovo in Gosposvetsko cesto, štiripasovni odsek se konča v križišču s Kosmačevo ulico. Naprej poteka kot dvopasovna cesta in se konča v Mednem, kjer se nadaljuje kot Gorenjska cesta proti Medvodam in Kranju. Od ljubljanske severne obvoznice dalje ima status glavne ceste z oznako G1-8, od Kosmačeve dalje pa je to regionalna cesta z oznako R1-211. Večina križišč je urejena s semaforji in pasovi za leve zavijalce. Ime je dobila po avstrijskem mestu Celovec. Zaradi geografske lege tako povezuje sever in jug Slovenije ter preko nje poteka tudi najkrajša povezava med Srednjo Evropo in Balkanom oz. Malo Azijo.
Prečka mestne predele oz. četrti: Na Jami, Šiška, Dravlje, Šentvid in Vižmarje.

## Nastanek in ime
Cesta je ena najstarejših cest, saj je nastala na podlagi starodavnih trgovskih poti med Ljubljano in Gorenjsko; ker je vodila proti Celovcu, je bila sčasoma poimenovana po tem mestu. Prvič je bilo slovensko ime za cesto zabeleženo v 18. stoletju. Nemško ime za cesto je bilo Klagenfurterstraße. V popisu iz leta 1848 je uradno slovensko ime za cesto bilo Celjovška cesta.
Današnja dolžina ceste je nastala organsko: s povezovanjem obstoječih poti med Ljubljano in njenimi predmestji (Šiška, Dravlje, Vižmarje) ter s posledičnimi preimenovanji delov poti. S širjenjem mestne oblasti so tako pričeli preimenovati poti in jih združevati v enotno cesto. Tako so leta 1902 v Spodnji Šiški poimenovali cesto v Celovško cesto, ki je podaljšala staro Celovško cesto. Isto se je zgodilo leta 1913 v Zgornji Šiški. Enotno številčenje zgradb ob Celovški cesti po zaporednih tekočih številkah je bilo izvedeno šele leta 1937 z izhodiščem pri centru Ljubljane.
15. julija 1919 so preimenovali dotedanjo Marije Terezije cesto in del Celovške ceste (najbližji mestnemu središču) v Gosposvetsko cesto.
Med italijansko okupacijo Ljubljane je bil cesta 24. oktobra 1942 preimenovana v Gosposvetsko cesto (po Gosposvetskem polju). Po vojni so cesto preimenovali nazaj v staro ime.

## Zgodovina
Na trikotnem prostoru med zahodnim zidom kopališča Ilirija, Celovško cesto in parkom Tivoli so leta 1921 postavili Ljubljanski velesejem. Pred drugo svetovno vojno so tu organizirali več sejmov: (Ljubljanski mednarodni vzorčni velesejem) oz. več razstav: mednarodna razstava radia in telekomunikacij, razstava umetnin na ljubljanskem velesejmu, Slovenska moderna umetnost, Razstava slovenskega novinarstva, mednarodna razstava umetniške fotografije, ... Med vojno so prostor zasedli okupacijski vojaki (sprva Italijani, nato pa Nemci) in tu vzpostavili vojašnico in intendantsko službo za ljubljanski garnizion. 11. novembra 1944 so vojaški kompleks napadla zavezniška letala in pri tem uničila tudi skladišče nafte.
Med vojno pa je bila Celovška cesta tudi presekana s zunanjim in notranjim varnostnim obročem. Notranji obroč je imel stražarnico pri železniškemu prehodu, medtem ko je bil zunanji obroč prehod v bližini današnje obvoznice.
Leta 1955 se je Ljubljanski velesejem preselil iz Šiške na današnje Gospodarsko razstavišče.
Zaradi vedno bolj gostega železniškega prometa (leta 1955 so zapornice bile spuščene 7 ur dnevno) so leta 1962 naredili cestni podvoz oz. železniški nadvoz (železniška proga Ljubljana - Sežana d.m.) pri Tivoliju. Po končani gradnji podhodov na Celovški in Dunajski cesti pa so na obe cesti postavili tudi prve semaforske naprave in sicer skupaj devet.
1. junija 1977 so pričeli z gradnjo 1680 m dolgega odseka Celovške ceste in sicer od gostilne Žibert (Celovška cesta 333) do Kosmačeve ceste; zgradili so štiripasovno cesto s 4 m široko sredinsko zelenico ter stranskimi kolesarskima stezama in pločnikoma; na tem odseku so postavili tudi štiri semaforizirana križišča. 23. oktobra 1978 so pričeli s prenovitvijo 2.100 m dolgega odseka Celovške ceste od Djakovićevo ceste (današnja Litostrojska cesta) do gostilne Žibert; razširili so vozišče na štiri pasove (nekje na pet pasov), položili nov asfalt ter zgradili podhod za pešce. Prenova ceste je bila potrebna zaradi načrtovane gradnje obvoznice, saj so nameravali preusmeriti promet na Celovško cesto. Prenovljeni odsek, v vrednosti 110 milijonov dinarjev, je bil odprt na dan mladosti (25. maja) 1978. V januarju/februarju 1979 so zaradi razširitve Celovške ceste porušili tudi del gostilne Žibert. Leta 1982 je republiška komisija za presojo naložb odobrila gradnjo odseka severne ljubljanske obvoznice na odseku med Celovško in Djakovićevo cesto; z gradnjo so pričeli naslednje leto.
Med slovensko osamosvojitveno vojno so bila pomembnejša križišča na Celovški cesti blokirana z improviziranimi barikadami. 27. junija 1991 je 1. oklepni bataljon 1. oklepne brigade JLA, na poti iz Vrhnike na Letališče Brnik. Bataljon je proti letališču napredoval v dveh kolonah; leva se je gibala po trasi Vrhnika-Log-Brezovica-Dobrova-Toško čelo-Šentvid-letališče Brnik, medtem ko je desna kolona napredovala po trasi Vrhnika-avtocesta-severna in zahodna ljubljanska obvoznica-Črnuče-Trzin-Mengeš-Moste-Brnik. Leva kolona je na križišču Celovške ceste in avtoceste proti Kranju, kjer so obvozili oz. prebili hitro sestavljeno barikado iz tovornih vozil (slednjo so pripadnike milice še sestavljali in je bila nedokončana) in nadaljevali pot po avtocesti.
Ena bolj odmevnih prometnih nesreč na Celovški cesti se je zgodila zgodaj zjutraj 5. junija 2005 v križišču Celovške in Tržne ceste. Zaradi prehitre vožnje, vožnje pod vplivom alkohola in prevelikega števila potnikov sta se zaletala dva avtomobila. Umrli so trije atleti, ki so se vračali iz zabave ob koncu prvega dne tekmovanja na atletskem stadionu v Šiški: Matic Šušteršič (olimpijec), Patrik Cvetan in Nejc Lipnik, medtem ko so bili štirje hudo poškodovani.
V sklopu gradnje avtocestnega odseka Šentvid-Koseze (avgusta 2007) je bila Celovška cesta v delu, kjer avtocesta prečka cesto, prenovljena in sicer sta bili zgrajeni priključni cevi, stranski podhod za pešce in kolesarje ter urejen bližnji prostor, hkrati pa so uredili križišče in razširili vozišče.
23. novembra 2009 je Mestni svet Mestne občine Ljubljana sprejel Odlok o občinskem podrobnem prostorskem načrtu za del območja urejanja ŠS 1/1-2 Stara Šiška, s katerim je načrtovana razširitev Celovške ceste in sicer na sedanje zelene površine ob cesti. Pri tem bi se vzpostavila na večjem delu današnje Celovške ceste šestpasovnica. Med gradnjo soseske Celovških dvorov so med novembrom in decembrom 2009 uredili novo križišče na Celovški cesti, ki povezuje Trg komandanta Staneta, Celovško cesto in novonarejeno (tripasovno) povezovalno cesto v soseski (med Celovško cesto in Cesto Ljubljanske brigade).
V sklopu projekta Mreža za prostor je v sodelovanju Inštituta za politike prostora, Društva za urbano okolje – Odbor za lepšo Staro Šiško in arhitektno-urbanistične skupine Paz!Park februarja 2011 nastal predlog za ureditev Celovške ceste med križišči z Drenikovo in Tivolsko cesto, pri čemer bi razširili peščev koridor, odstranili vse ovire, postavili prednostne prečne semaforje in prehode za pešce in kolesarje, preoblikovali križišča (s čimer bi zmanjšali hitrost) in uvedli možnost bočnega parkiranja ob Celovški cesti.
Leta 2011 naj bi se na preostalem področju bivše Avtomontaže (med Celovškimi dvori in obvoznico) pričela gradnja Sparovega Šiška centra Ljubljana, pri čemer bi gradnja bila zaključena v septembru 2012. Center se bo po načrtih razprostiral na površini 38.000 m², pri čemer bi bilo 32.000 m² najemnih površin (za 90 prodajaln, gostinskih in drugih prostorov), medtem ko bi na strehi nakupovalnega središča uredili tudi prostočasovne površine v velikosti 6.000 m². Po prvotnih načrtih iz leta 2009 pa bi bil center neprimerno večji (na 83.000 m²), saj bi v sklopu centra zgradili trgovski del, šest kinodvoran (nad trgovskim delom), hotel, poslovno stolpnico, več manjših trgovin, podhod pod Celovško cesto, povezovalno cesto Celovško in Cesto Ljubljanske brigade.

## Urbanizem
Celovška cesta, ki je ena najpomembnejših cest v Ljubljani ter najbolj prevožena severna cesta v Ljubljani, se deli na več delov (glede na večja križišča): 
1) Križišče Tivolska-Gosposvetska-Bleiweisova-Celovška — križišče Ruska-Celovška
Na tem delu cesto kmalu po križišču prečka železniški nadvoz (železniška proga Ljubljana-Koper) ter se konča na križišču z Rusko cesto. Ob tem delu ceste se nahajajo: Tivoli (Kopališče Ilirija, Muzej novejše zgodovine Slovenije, Hala Tivoli (vse na levi strani); Železničarski zdravstveni dom, Pivovarna Union (oboje na desni strani).
2) Križišče Ruska-Celovška — križišče Tržna-Gasilska-Celovška
Na tem delu cesta preide v rahel desni zavoj; cesto prečkata tudi dva semaforizirana prehoda za pešce. Ob tem delu ceste se nahajajo: Hotel Bellevue, Stara cerkev, Obrtno-podjetniška zbornica Slovenije (vse na levi strani)). V tem delu ceste se nanjo navezuje še Ulica Milana Majcna (desna stran) in Vodnikova cesta (leva stran).
3) Križišče Tržna-Gasilska-Celovška — križišče Na Jami-Drenikova-Celovška
Na tem delu cesta preide v rahel levi zavoj; cesto prečka en semaforiziran prehod za pešce. Ob tem delu ceste se na desni strani nahaja Tržnica Šiška. V tem delu ceste se nanjo navezujejo še: Na Jami (z dvema priključkoma; leva stran), Aljaževa ulica (z dvema priključkoma; desna stran).
4) Križišče Na Jami-Drenikova-Celovška — križišče Šišenska-Litostrojska-Celovška
Na tem delu cesta prečka podhod za pešce, medtem ko cesto prečkata dva semaforizirana prehoda za pešce. Ob tem delu ceste se nahajajo: Komunalni center Šiška (Hotel M, Kino Šiška, Upravna enota Ljubljana - Šiška; vse na levi strani). V tem delu ceste se nanjo navezujejo še: Smrekarjeva ulica, Obirska ulica (oboje desno), Gospodinjska ulica, Pavšičeva ulica, Tugomerjeva ulica (vse levo). Na desni strani ceste se nahaja manjša Petrolova bencinska črpalka.
5) Križišče Šišenska-Litostrojska-Celovška — ljubljanska obvoznica
Na tem delu cesta prečka podhod za pešce. Leta 2010 je bilo na tem odseku zgrajeno novo semaforizirano križišče z novo dovozno cesto za naselje Celovški dvori. Na tem delu ceste se nahajajo: Ljubljanski potniški promet, Celovški dvori (oboje desno) in Center za socialno delo Šiška, Knjižnica Šiška (levo). Na cesto se poleg dovozne ceste za Celovške dvore navezuje še: Ulica Ane Ziherlove, Ob Žici (oboje levo) ter dve priključni cesti na zahodno obvoznico (t. i. Kavadarska cesta). Na levi strani cestišča (proti Ljubljani) se je do 90. let 20. stoletja nahajala manjša Petrolova bencinska črpalka; danes se tam nahaja manjše parkirišče. Od obvoznice pa do te nekdanje bencinske črpalke ima levo cestišče tri pasove.
6) Ljubljanska obvoznica — križišče Korenčanova-Bravničarjeva-Celovška
Na tem delu se na cesto navezujeta še Kunaverjeva in Dražgoška ulica (oboje levo). Tu se nahajata tudi dve Petrolovi bencinski črpalki; v smeri proti Ljubljani in v smeri izven Ljubljane.
7) Križišče Korenčanova-Bravničarjeva-Celovška — križišče Ulica Jožeta Jame-Pečnikova-Celovška
Na tem delu cesta prečka en podhod za pešce. Na desni strani ceste se nahaja Mercator Center Ljubljana;
8) Križišče Ulica Jožeta Jame-Pečnikova-Celovška — križišče Cesta Andreja Bitenca-Prušnikova-Celovška
Na tem delu se na levi strani priključuje Bokalova ulica.
9) Križišče Cesta Andreja Bitenca-Prušnikova-Celovška — Podgorska-Celovška-Šentviška-Selanov trg
Na tem delu se na levi strani priključuje Cesta 15. maja.
10) Podgorska-Celovška-Šentviška-Selanov trg — Celovška-Šentviška-Cesta v hrib
Na tem delu se na cesto ne priključuje nobena cesta oz. ulica.
11) Celovška-Šentviška-Cesta v hrib — Kosmačeva-Celovška
Na tem delu se cesta povezuje na Avtocesto A2. V smeri proti Ljubljani se nahaja bencinska črpalka OMV Istrabenz.
10) Križišče Kosmačeva-Celovška — Celovška-Celovška
Kmalu po križišču (pri gostilni Jelen) cesta preide iz štiripasovne v dvopasovno cesto. Na cesto se povezuje: Rovšnikova ulica in Gunceljska cesta (oboje levo), Trebušakova ulica in Ulica Rezke Dragarjeve, Škerljeva ulica, Rožančeva cesta (vse desno), Kosijeva ulica (desno).
Na tem mestu cesta preide v Gorenjsko cesto.
Najvišja ulična številka na Celovški cesti je 511 in se nahaja v Guncljah.

## Pomembnejši objekti, zgradbe in ustanove
Ob cesti se nahajajo naslednji objekti:
- Kopališče Ilirija,
- Pivovarna Union,
- Park Tivoli (Grad Tivoli, Cekinov grad, Hala Tivoli, Hotel Bellevue,...),
- Stara cerkev - cerkev sv. Jerneja,
- Komunalni center Šiška (Kino Šiška),
- Ljubljanski potniški promet,
- bivša Avtomontaža,
- Mercator Center Ljubljana (leži med Celovško cesto in Cesto Ljubljanske brigade),
- gostilna Jelen, ...

Ob cesti so se nahajali oz. se nahajajo tudi številni spomeniki (različnih velikosti) oz. zgradbe, ki imajo status kulturnega spomenika:
- Spomenik štirim padlim delavcem signalne delavnice (Celovška cesta 6),
- Spomenik pionirjem (Celovška cesta 23),
- Spomenik maršalu Titu (Celovška cesta 23),
- Spomenik rudarja (Celovška cesta 23),
- Celovška cesta 62,
- Trgovski paviljon v Šiški (Celovška cesta 111)[42],
- Spomenik Svobode (Celovška cesta 150),
- Spomenik padlim delavcem podjetja ECŽ (Celovška cesta 164),
- Spomenik padlim delavcem podjetja Avtomontaža (Celovška cesta 180),
- Doprsni kip narodnega heroja Ivana Bizjaka (Celovška cesta 180),
- Spomenik padlim delavcem podjetja Unitas (Celovška cesta 224),
- Spomenik padlim delavcem podjetja Tovarna dekorativnih tkanin (Celovška cesta 280),
- Spomenik talcem in padlim borcem iz Šentvida (pri Celovški cesti ob priključku na avtocesto),
- Spominska plošča padlemu pisatelju Tonetu Čufarju (Celovška cesta 374),
- Doprsni kip narodnega heroja Alojza Kebeta (Celovška cesta 408),
- Spominska plošča padlim dijakom šentviških šol (Celovška cesta 408),
- Spominsko obeležje - fontana v počastitev 40. obletnice KP in SKOJ (Celovška cesta 408) in
- Spominska plošča narodnemu heroju Francu Rozmanu - Stanetu (Celovška cesta 427)[43].

Na delu Celovške ceste med Litostrojsko cesto in ljubljansko obvoznico poteka tudi del Pot spominov in tovarištva in sicer iz smeri Koseze prečka Celovško cesto v podhodu za pešče ter nato vzporedno s Celovško cesto poteka do ljubljanske obvoznice, kjer nato poteka vzporedno z obvoznico do Ceste Ljubljanske brigade. Neposredno ob podhodu za pešče (na vzhodni strani ceste) se nahaja tudi manjši spominski park s Spomenikom Svobode.
Neposredno pri Celovški cesti se nahaja Osnovna šola Franca Rozmana - Staneta Ljubljana (v Šentvidu), medtem ko se v neposredni bližini nahaja tudi Osnovna šola Hinka Smrekarja (Zgornja Šiška).
Ob Celovški cesti se tudi nahaja več stanovanjskih sosesk:
- Šišenska soseska 6[44][45],
- Šišenska soseska 8[46],
- Celovški dvori[47],...

## Promet

### Prometna obremenjenost
Celovška cesta je ena najbolj obremenjenih cest v Sloveniji, saj povezuje Gorenjsko z Ljubljano ter dalje z Dolenjsko in Primorsko. Posledično je Celovška cesta obremenjena z dnevnim migracijskim dotokom neljubljančanov, ki se vozijo na delo v Ljubljano. Pred izgradnjo predora Šentvid je bil dnevni pretok vozil ocenjen na 35.000 do 40.000 vozil. Zaradi gradnje novih objektov v Stanežičah, pri Škofovih zavodih in vzdolž Celovške ceste ter šentviškega predora pa so ocenili še dodatni pretok novih 23.000 vozil na dan.
Leta 2003 so namerili dnevni pretok 58.885 vozil (oz. maksimalni urni pretok je znašel 2.377 vozil) in leta 2007 60.261 vozil (na uro 2.449).

### Javni potniški promet

#### Tramvaj
Tramvaj, ki je v Ljubljani pričel uradno delovati septembra leta 1901, je po Celovški cesti vozil po progi št. 1 (Šentvid - Ajdovščina - Splošna bolnica). Pomen Celovške ceste za tramvaj se je povečal v 30. letih 20. stoletja, ko so na prostoru med Celovško in zdajšnjo Litostrojsko cesto zgradili tramvajsko remizo, kjer se še danes nahaja sedež Ljubljanskega potniškega prometa. 20. decembra 1958 je po Celovški cesti v remizo zapeljal zadnji delujoči tramvaj.

#### Trolejbus
Z načrtovano ukinitvijo tramvajev so leta 1957 Celovško cesto pričeli pripravljati na trolejbuse. Nove kontaktne vode so napeljali nad Celovško cesto do Vižmarij in nad Tržaško cesto do Viča. Tako je leta 1957 nastala trolejbusna proga št. 1 Vižmarje - Vič. Kontaktne vode so leta 1962 napeljali nad današnjo Litostrojsko cesto do železniške proge. Trolejbusi so bili nastanjeni v šišenski remizi. Kar tri od štirih trolejbusnih prog so potekale po Celovški cesti. 
| številka proge | relacija               |
| -------------- | ---------------------- |
| št. 1          | Vič - Vižmarje         |
| št. 7          | Litostroj - Ajdovščina |
| št. 8          | Litostroj - Črnuče     |

#### Avtobusi LPP
Danes po Celovški cesti potekajo trase več mestnih avtobusnih linij: 1, 1B, N1, N1B, 3, 3B, 5, N5, 7, 7L, 8, 8B, 15, 22, 25 in integrirana linija št. 60. Zaradi vseh teh prog Celovška cesta velja za eno od petih najbolj obremenjenih cest v Ljubljani s strani mestnega potniškega prometa.
Skupaj je na Celovški cesti od centra do Guncelj 11 postajališč mestnega potniškega prometa.

##### Postajališča MPP
| postajališče        | št. linije                                     |
| ------------------- | ---------------------------------------------- |
| 801012 Tivoli       | 1, 1B, N1, N1B, 3, 3B, 5, N5, 7, 7L, 8, 25, 60 |
| 802012 Stara cerkev | 1, 1B, N1, N1B, 3, 3B, 5, N5, 7, 7L, 8, 25     |
| 802022 Kino Šiška   | 1, 1B, N1, N1B, 3, 3B, 5, N5, 7, 7L, 8, 25, 60 |
| 803014 Remiza       | 1, 1B, N1, N1B, 25, 60                         |
| 803022 Avtomontaža  | 1, 1B, N1, N1B, 25                             |
| 803032 Kompas       | 1, 1B, N1, N1B, 25                             |
| 803042 Dravlje      | 1, 1B, N1, N1B, 25                             |
| 804012 Trata        | 1, 1B, N1, N1B, 25, 60                         |
| 804022 Prušnikova   | 1, 1B, N1, N1B, 8, 25                          |
| 804032 Podgora      | 1, 1B, N1, N1B, 8, 25                          |
| 804042 Šentvid      | 1, 1B, N1, N1B, 8, 25, 60                      |

| postajališče          | št. linije                                         |
| --------------------- | -------------------------------------------------- |
| 804041 Šentvid        | 1, 1B, N1, N1B, 8, 8B, 25, 60                      |
| 804031 Podgora        | 1, 1B, N1, N1B, 8, 8B, 25                          |
| 804021 Prušnikova     | 1, 1B, N1, N1B, 8, 8B, 25                          |
| 804011 Trata          | 1, 1B, N1, N1B, 25, 60                             |
| 803041 Dravlje        | 1, 1B, N1, N1B, 25                                 |
| 803031 Kompas         | 1, 1B, N1, N1B, 25                                 |
| 803021 Avtomontaža    | 1, 1B, N1, N1B, 25                                 |
| 803011 Slovenija avto | 1, 1B, N1, N1B, 3, 3B, 5, N5, 8, 8B, 22, 25, 60    |
| 802021 Kino Šiška     | 1, 1B, N1, N1B, 3, 3B, 5, N5, 8, 8B, 22, 25, 60    |
| 802011 Stara cerkev   | 1, 1B, N1, N1B, 3, 3B, 5, N5, 7, 7L, 8, 8B, 25     |
| 801011 Tivoli         | 1, 1B, N1, N1B, 3, 3B, 5, N5, 7, 7L, 8, 8B, 25, 60 |

#### Bodoči tramvaj
Po novem Prostorskem načrtu MOL (2008), kjer je opredeljeno urejanje prostora do leta 2025, naj bi bil v prihodnosti tramvaj (cestna železnica) primarni nosilec mestnega javnega prometa v Ljubljani. Hrbtenica zasnove so glavne mestne vpadnice: poleg Celovške še Dunajska, Šmartinska, Zaloška, Barjanska in Tržaška cesta, ki se združujejo v mestnem središču. Celoten projekt naj bi stal okoli 2 milijardi evrov.

## Šport
Ob Celovški cesti se nahaja več športnih objektov, med katerimi so najpomembnejši v sklopu Tivolija (Hala Tivoli, Bazen Tivoli, zunanje drsališče, mini golf, več teniških igrišč,...). V bližini ceste se nahaja tudi Športni center Gib, teniška igrišča v Šentvidu, Športna dvorana Gimnazije Šentvid, ...
V času Ljubljanskega maratona del trase poteka tudi po Celovški cesti; po Pečnikovi cesti preko Celovške ceste in naprej po Ulici Jožeta Jame.
Po cesti poteka tudi kolesarska Dirka po Sloveniji.